# Arseni Grigorievitx Golovko
Arseni Grigorievitx Golovko (rus:) (10 de juny de 1906 – 17 de maig de 1962) va ser un almirall soviètic, el servei naval del qual s'estengué entre la dècada de 1920 fins als primers anys de la Guerra Freda.
Ingressà a la Marina Soviètica el 1925, graduant-se el 1928 a l'acadèmia d'oficials navals de Leningrad, servint en diversos càrrecs de la Flota. Entre 1937 i 1938 participà en la Guerra Civil espanyola del costat dels Republicans. Després del seu retorn a la Unió Soviètica, cursà estudis a l'Acadèmia de Guerra Naval. Entre 1940 i 1946, durant la Gran Guerra Patriòtica serví com a comandant de la Flota del Nord Bandera Roja.
Després de la guerra ocupà diversos càrrecs navals, entre ells el de comandant de la Flota del Bàltic. El 1956 va ser nomenat Comandant en Cap de la Flota Soviètica. Com a resultat dels assaigs nuclears a Novaia Zemlia, va patir emmetzinament per radiació.
La seva esposa va ser la famosa actriu soviètica Kira Golovko, i la seva filla, Natalia Golovko, també és actriu.

## Condecoracions
Orde de Lenin (4)
 Orde de la Bandera Roja (4)
 Orde d'Uixakov de 1a classe (2)
 Orde de Nàkhimov de 1a classe
 Orde de l'Estrella Roja (2)
 Medalla de la defensa de la Regió Àrtica Soviètica
 Medalla de la victòria sobre Alemanya en la Gran Guerra Patriòtica 1941-1945
 Medalla del 20è Aniversari de l'Exèrcit Roig
 Medalla del 30è Aniversari de l'Exèrcit i l'Armada Soviètics
 Medalla del 40è Aniversari de les Forces Armades Soviètiques
 Medalla del 800è Aniversari de Moscou
 Gran Creu del Reial Orde Noruec de Sant Olaf